# Gahnia javanica
Gahnia javanica är en halvgräsart som beskrevs av Alexandre Moritzi. Gahnia javanica ingår i släktet Gahnia och familjen halvgräs. Inga underarter finns listade i Catalogue of Life.